# Papilio jordani
Papilio jordani is een vlinder uit de familie van de pages (Papilionidae). De wetenschappelijke naam van de soort is voor het eerst geldig gepubliceerd in 1906 door Hans Fruhstorfer.

## Kenmerken
De spanwijdte van het mannetje bedraagt 7,5 cm, die van het vrouwtje 8,5 cm. Het mannetje heeft zwartgekleurde vleugels met een rij witte stippen, terwijl het vrouwtje een wit met zwarte kleurtekening heeft.

## Verspreiding en leefgebied
Deze uiterst zeldzame vlindersoort is endemisch op het Minahase-schiereiland in noordelijk Celebes in Indonesië.

## Waardplanten
De waardplanten behoren tot de familie Rutaceae.